# Fjord Eyre
Le fjord Eyre est un fjord au Chili. Il s'étend sur 20 miles en direction du nord depuis son embouchure jusqu'au glacier Pío XI qui marque sa fin,. Le fjord comporte deux fjords mineurs qui partent de sa côte orientale, les fjords Falcon et Exmouth. Les montagnes environnantes atteignent une altitude de 1 300 mètres.